# ماکیان ایکس یک
ماکیان ایکس یک یا دجاجه ایکس یک (به انگلیسی: Cygnus X-1، کوتاه‌شده: Cyg X-1‏) منبعی مشهور از پرتو ایکس در فضا است که در صورت فلکی ماکیان قرار دارد. در سال ۱۹۶۴ و در خلال پرواز یک تلسکوپ فضایی مدار پایین کشف شد و یکی از بزرگترین منابع پرتو ایکس در آسمان است که پرتوی ایکسی با شارش ۲٫۳‎×۱۰−۲۳ Wm−۲Hz−۱‏ تولید می‌کند. ماکیان ایکس یکی از بزرگترین احتمالات برای سیاه‌چاله است. این جسم حدود ۲۱٫۲ برابر جرم خورشید، تخمین زده می‌شود و هرچه در اطرافش باشد به مشابه این رفتار می‌کند که در کنار یک سیاه‌چاله‌است. شعاع افق رویداد آن ۲۶ کیلومتر محاسبه می‌شود.
ماکیان ایکس یک دوتایی پرتو ایکس پرجرم است و حدود ۶۰۰۰ سال نوری از خورشید فاصله دارد که شامل یک ابرغول آبی متغیر با نام HDE ۲۲۶۸۶۸، یک قرص برافزایشی * که پرتو ایکس ایجاد می‌کند می‌شود. مواد دور این سیاه‌چاله میلیون‌ها درجه کلوین (K) دما دارند، و بدین علت در طول موج ایکس تابش می‌کنند. یک جفت افشانه فضایی به شکل عمودی از دو سر سیاه‌چاله خارج می‌شود.
این سامانه عضو یک مجموعه ستاره به نام ماکیان OB3 است، به معنی این‌که ماکیان ایکس یک حدود پنج میلیون سال قدمت دارد و تشکیل یافته از ستاره‌ای با جرم بیشتر از ۴۰ برابر جرم خورشید است. اکثر جرم ستارهٔ قدیمی به خاطر از دست دادن پوسته از بین رفته‌است. مرگ این ستاره همراه با یک ابرنواختر همراه بوده‌است، نتیجه انفجار این بوده‌است که مرکز ستاره به سیاه‌چاله تبدیل شده‌است.
ماکیان ایکس یک موضوع شرط‌بندی علمی بین استیون هاوکینگ و کیپ ثورن در سال ۱۹۷۴ بوده‌است، که در آن هاوکینگ معتقد بود که این جرم یک سیاه‌چاله نیست. او سیاه‌چاله بودن ماکیان ایکس یک را در سال ۱۹۹۰ بعد از کشف اطلاعات مربوط به امواج گرانشی تأیید کرد.

## کشف و رصد
رصد پرتوهای ایکس به اخترشناسان اجازه بررسی پدیده‌های آسمانی را می‌دهد، بلعیده‌شدن گازها در سیاه‌چاله موجب افزایش دمای گازها تا میلیون‌ها درجه کلوین می‌شود و بدین جهت پرتوی ایکس تابش می‌کنند. بهر حال، چون پرتو ایکس توسط جو زمین جذب می‌شود برای مطالعه، دانشمندان یا به ارتفاعات می‌روند ویا از اقمار مصنوعی استفاده کنند. ماکیان ایکس یک از طریق بررسی امواج پرتو ایکس کشف شد. کشف آن از طریق یک پرواز زیرمداری پژوهشی بود، که از سکوی پرتاب وایت سندز در نیومکزیکو پرتاب شد؛ که بخشی از نقشه بررسی منابع پرتو ایکس در آسمان است، در سال ۱۹۶۴ توسط آئروبی که یک فضاپیمای مدار پایین است و در طی نقشه‌برداری کشف شد. این راکت‌ها از شمارشگر گایگر استفاده می‌کردند که طول موج بین ۱ تا ۱۵ آنگستروم و در مقطع‌های ۸٫۴ درجه‌ای را بررسی می‌کرد.
در نتایج این نقشه‌برداری، هشت منبع پرتو ایکس کشف شدند، که در میانشان Cyg XR-1 (بعداً Cyg X-1) و در صورت فلکی ماکیان بود. با مختصات آسمانی بعد ۱۹h۵۳m و میل ۳۴٫۶°. در این مکان نور یا امواج رادیویی خاص دیده نمی‌شد.
در بررسی‌های بیشتر، در ۱۹۶۳ و توسط ریکاردو گیاکونی و هرب گورسکی پیشنهاد دادند که همدم ستاره از لحاظ پرتو ایکس بررسی شود. ناسا فضاپیمای اوهارو را در سال ۱۹۷۰ برای این کار فرستاد، اوهارو ۳۰۰ منبع جدید پرتو ایکس را کشف کرد. بررسی‌های اوهارو نشان داد در ماکیان ایکس یک بی‌ثباتی وجود دارد و در هر چند ثانیه تغییراتی در آن به وجود می‌آید. این تغییرات سریع این معنی می‌داد: زایش انرژی به اندازه مساحتی کوچک ۱۰۵ km، است * سرعت نور ارتباط بین فضاها را محدود می‌کند. برای یک مقایسه قطر خورشید ۱٫۴‎×۱۰۶ کیلومتر است.
در مدت دوره، یک منبع امواج رادیویی در همان منطقه از فضا کشف شد که از همان منبع پرتو ایکس جاری می‌شد. اندازه‌گیری‌های بیشتر نشان داد مکان انتشار امواج رادیویی متفاوت و در ستاره BD ۳۴°۳۸۱۵، است که، در کره سماوی، مکان این ستاره در نیم درجه‌ای از ستاره قدر چهارم اتا ماکیان قرار دارد. BD ۳۴°۳۸۱۵ یک ابرغول است که، خودش در انتشار پرتو ایکس ناتوان است؛ بنابراین، باید همدمی داشته باشد که دور آن گازهایی با میلیون‌ها درجه کلوین بچرخند تا پرتوی ایکس با این مقدار تولید شود.
لویی وبستر و پائول ماردین، در رصدخانه سلطنتی گرینویچ، و چالرز توماس بولتن، از رصدخانه دیوید دانلوپ که در دانشگاه تورنتو قرار دارد، در سال ۱۹۷۱ اعلام کردند که جرم پنهانی در همدم BD ۳۴°۳۸۱۵ قرار دارد. این کار از طریق اندازه‌گیری اثر دوپلر در طیف ستاره انجام شد. مقداری جرم قرار دارد که در مدار حرکت می‌کند. نتایج نشان داد این همدم به احتمال زیاد سیاه‌چاله‌است زیرا بیش از سه برابر جرم خورشید، جرم دارد و بیش از این مقدار نمی‌تواند یک ستاره نوترونی باشد.
با بررسی‌های بیشتر احتمال این موضوع تشدید شد و در کنفرانس اتحادیه بین‌المللی نجوم در سال ۱۹۷۳ به تصویب رسید که این ستاره بیشترین شباهت را به سیاه‌چاله دارد. بررسی‌های دقیقتر نشان داد ماکیان ایکس یک تپ‌های با مدت یک میلی‌ثانیه از خود بیرون می‌دهد. این وقفه‌های منظم نشان داد که ماده در محیط سیاه‌چاله در حال بلعیده‌شدن است. تپ‌های پرتو ایکس سه ثانیه بعد از سقوط ماده به سمت سیاه‌چاله ایجاد می‌شود.

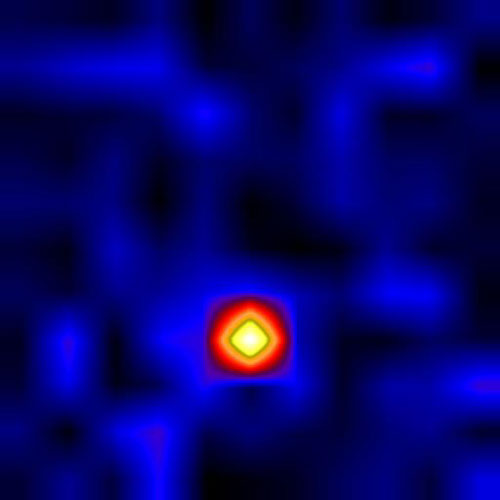
این تصویر در پرتو ایکس توسط تلسکوپ بالونی HERO گرفته شده‌است. تصویر از ناسا.

ماکیان ایکس یک تاکنون توسط رصدخانه‌های بسیاری رصد و بررسی شده‌است. تشابهات بین پرتوهای ایکس منتشر شده از HDE 226868/Cygnus X-1 و هسته کهکشانی فعال اشاره به این می‌دارد که ساختمان جذب سیاه‌چاله‌ها همراه با چرخش مواد قبل از بلعیده شدن و ایجاد افشانه‌ها است. به این علت، ماکیان ایکس یک در زمره ستارگانی قرار می‌گیرد که به آنها ریزتپ‌اختر می‌گویند.

## سیستم ستاره
این جرم فشرده همدم یک ابر غول آبی است که در طی۰٫۰۰۰۰۱۶±۵٫۵۹۹۸۲۹روز به دور مرکز ثقلشان می‌گردند. از دید زمین، این جسم فشرده هیچ وقت پشت ستاره دیگر نمی‌رود؛ به عبارت دیگر، این سیستم دوتایی به هیچ وجه گرفتی نیست. اگرچه، انحراف مداری مدار این دو، در بررسی‌های سال ۲۰۰۷ ۶٫۸±۴۸٫۰° است، و اینگونه معنی می‌دهد که نیم‌قطر بزرگ حدود ۰٫۲ واحد نجومی است، یا ۲۰٪ فاصله زمین تا خورشید. خروج از مرکز این مدار بسیار پایین و در حدود ۰٫۰۱±۰٫۰۶ است؛ که بسیار نزدیک به دایره می‌باشد. فاصله زمین تا این سامانه برابر ۲٬۰۰۰ پارسک (۶٬۰۰۰سال نوری) است که توسط قمر مصنوعی ابرخس اندازه‌گیری شده‌است، اما در مورد این مقدار شک و تردیدهایی وجود دارد.
این سامانه، حرکاتی نیز با مجموعه ستاره‌ای به نام ماکیان OB3 دارد که در ۲٬۰۰۰ سال نوری از خورشید قرار دارد. این به معنی این است که HDE 226868, Cygnus X-1 و این مجموعه ستاره ماکیان OB3 ممکن است در یک زمان و در یک مکان تشکیل شده‌باشند. اگر این چنین باشد، عمر این سامانه حدود ۱٫۵±۵ میلیون سال است. حرکت HDE ۲۲۶۸۶۸ به سوی Cygnus OB3 برابر ۳±۹ کیلومتر بر ثانیه است، فاصله این سامانه با مرکز مجموعه ستارگان ۶۰ پارسک است، و ممکن است جاذبه‌ای بین آنها باشد به طوری که این فاصله ممکن است در ۲±۷ میلیون سال پیش در کنار هم بوده‌باشند که با سن تخمینی مطابقت دارد.
با عرض سماوی ۳ درجه و طول سماوی ۷۱ درجه، احتمال می‌رود در بازوی جبار در کهکشان راه شیری باشد، این بازو در نزدیکی بازوی کمان قرار دارد اما ثابت شده‌است که ماکیان ایکس یک در این بازو نیست، با وجود اینکه در کهکشان راه شیری مرز مشخصی بین بازوها وجود ندارد.

### جرم فشرده
جرم این جسم فشرده به‌طور دقیق مطمئن نیست. مدل تکاملی ستارگان جرم آن را ۵±۲۰
جرم خورشید پیش‌بینی می‌کند، در صورتی که با روش‌های دیگر ۱۰ برابر جرم خورشید تعیین شده‌است. بررسی دوره تناوب جسم پرتو ایکس مقدار جرمش به‌طور دقیق برابر۰٫۸±۸٫۷ جرم خورشید به‌دست می‌دهد. در همه حالات این جسم بسیار مشابه سیاه‌چاله‌است.
چون بیشتر از سه برابر جرم خورشید، جرم لاشه باشد محتمل‌ترین امکان سیاه‌چاله است.
یک سیاه‌چاله محوطه گرانشی بزرگ و قوی ایجاد می‌کند که هیچ چیز توانایی خروج ندارد حتی پرتوهای الکترومغناطیسی. به این سرحد افق رویداد و به فاصله بین سطح و مرکز سیاه‌چاله شعاع شوارتزیلد گفته می‌شود، که برای ماکیان ایکس یک حدود ۲۶ کیلومتر محاسبه شده‌است. هر چیزی که به داخل آن سقوط کند(ماده یا فوتون) امکان فرار ندارد.
تنها گواه وجود افق رویداد در سال ۱۹۹۲ و استفاده تلسکوپ فضایی هابل از نور فرابنفش بر می‌گردد. درخشانی یک سیاه‌چاله به خاطر آن است که اجرام انبوهی به دور آن می‌گردند، این سری تپ‌ها از طریق انتقال به قرمز گرانشی تغییر می‌کنند؛ که به همین دلیل طول موجشان زیاد می‌شود، و به خاطر پیش‌گویی نسبیت عام. ماده از حالت جامد بودن خارج شده، و در نهایت به انرژی تبدیل می‌شود، در حقیقت مواد عبور از افق رویداد را حس نمی‌کنند. دو رشته موج ضعیف رصد شد، که وجود سیاه‌چاله را تأیید می‌کنند.
تلسکوپ فضایی چاندرا خطوط طیفی اتم آهن را در پرتوهای ایکس بررسی کرد نتیجه‌اش این بود. یک سیاه‌چاله چرخان اجازه می‌دهد اتم‌های در نزدیکی افق رویداد بچرخند اما برای ماکیان ایکس یک هیچ اتمی تا فاصله ۱۶۰ کیلومتری یافت نشد. اگرچه، این جسم ممکن است سیاه‌چاله باشد، اما این داده‌ها نشان می‌دهد این سیاه‌چاله نمی‌چرخد. یا به عبارت دیگر این یک سیاه‌چاله کر نیست.
اگر جسم فشرده سیاه‌چاله باشد شعاع شوارتزیلد آن ۲۶ کیلومتر زمان تبخیر آن ۱‎×۱۰۶۶ سال پس از به وجود آمدن آنتروپی‌اش ۱٫۲۲‎×۱۰۵۶ ژول بر کلوین * خواهد بود.

#### شکل‌گیری
بزرگترین ستاره در خوشه ستاره‌ای ماکیان OB3 نزدیک به چهل برابر جرم خورشید جرم دارد. جرم این ستاره به سرعت در حال خارج شدن است، این احتمال را به وجود می‌آورد که از طرف ماکیان ایکس یک در حال جذب شدن است. این ستاره ۳۰ واحد جرم خورشیدی را تا کنون از دست داده‌است. بخشی از جرم از دست رفته ستاره HDE ۲۲۶۸۶۸، بسیار شبیه یک طوفان بسیار بزرگ ستاره‌ای است. غنای هلیوم خارج شده از ستاره HDE ۲۲۶۸۶۸ نیز گواه سیاه‌چاله بودن این امر را تأیید می‌کند. این امکان وجود دارد که ستاره پدر یک ستاره ولف رایت باشد، که بخش قابل توجهی از پوسته‌اش را با یک باد ستاره‌ای قوی از دست داده‌است. اگر ستاره پدر با یک ابرنواختر از بین رفته باشد، رصدها باید از جسم مشابه‌ای خبر می‌دادند که به سرعت در حال خارج شدن باشد. اگرچه این جسم در مدار است، این حاکی از این است که ستاره پدر با انفجار از بین نرفته‌است یا با انفجاری خفیف تبدیل به سیاه‌چاله شده‌است.

#### قرص برافزایشی
به دور جسم فشرده یک قرص برافزایشی قرار دارد. درون این لوح گازهای یونیزه و بسیار داغ قرار دارند. این گونه مواد تبدیل به پلاسما می‌شوند و شعاع این لوح نزدیک ۵۰۰ برابر شعاع شوارتزشیلد سیاه‌چاله‌است، یا حدود ۱۵٬۰۰۰ کیلومتر.
اگرچه پرتوهایش متغیر است اما یکی از بزرگترین منبع پرتو ایکس آسمان و بزرگترین منبع پرتو ایکس در صورت فلکی ماکیان است. پرتوهای ایکس با انرژی پایین در درون قرص برافزایشی ایجاد می‌شوند، سپس انرژی آنها از طریق پراکندگی کامپتون و به خاطر دمای بالای الکترون‌ها در یک geometrically thicker بالا می‌رود، اما در نزدیکی تاج احاطه می‌شود، و از سطح لوح کوچکتر بازتاب می‌شود. یک امکان دیگر این است که پرتوهای ایکس از طریق پراکندگی کامپتون و از تاج یا افشانه‌ها بیرون آمده باشند.
تغییرات پرتوهای ایکس تاحدودی متناوب و منظم هستند به همین دلیل به آنها تپ‌اختر دوره‌ای (QPO) می‌گویند. جرم جسم فشرده فاصله بین شروع محیط پلاسما تا خارج از تپ‌اختر را مشخص می‌کند، با انتشار شعاع و جرم آن کاهش پیدا می‌کند. با این شیوه می‌توان جرم ماکیان ایکس یک را بدست آورد مشروط بر اینکه یک کنترل ضربدری یا همان بررسی متقابل وجود داشته باشد. ماکیان ایکس یک تغییرات غیرقابل پیش‌بینی بین دو حالت پرتو ایکس دارد، اگرچه ممکن است به‌طور مداوم بین این دو حالت باشد. در وضعیت بالا، پرتوهای ایکس سخت هستند، که بدین معنی است که انرژی زیادی دارند. در وضعیت پایین، پرتوهای ایکس نرم هستند، بدین معنی که پرتوهای ایکس انرژی کمتری دارند. در حالت نرم تغییرات بالاتری اتفاق می‌افتد. در وضعیت سخت محیط تاج و قرص برافزایشی حالت مات به خود می‌گیرند. حالت نرم زمانی اتفاق می‌افتد که قرص برافزایشی به جسم فشرده نزدیک می‌شود (موقعیتی نزدیکتر از ۱۵۰ کیلومتر)، به هنگام سردشدن یا خروج از تاج قرص برافزایشی به حالت سخت برمی‌گردد.
پرتوهای ایکس شارش‌یافته از ماکیان ایکس یک در مدت ۵٫۶ روز تغییر می‌کنند، مخصوصاً در خلال نزدیکی دو ستاره و نزدیک شدن به خط دید زمین. این بدین معنی است که بخشی از پرتوها توسط گازهای دور ستاره جذب می‌شوند، که ممکن به خاطر بادهای ستاره‌ای که از ستاره HDE ۲۲۶۸۶۸ می‌وزد، باشد. حدسی دیگر این است که در دوره ۳۰۰ روزه شارش پرتوها به دلیل تغییر قرص برافزایشی تغییر، می‌کند.

#### افشانه‌ها
دو زائده از دو طرف جسم فشرده به بیرون پرتاب می‌شوند، و انرژی پتانسیل گرانشی از دست می‌دهند. بخشی از اتلاف انرژی توسط افشانه‌ها صورت می‌گیرد، و عمود بر قرص برافزایشی هستند، که با سرعت نسبیتی حرکت می‌کنند. (یعنی سرعت‌شان نسبت به سرعت نور قابل توجه‌است) این جفت جت این معنی را می‌رساند که قرص برافزایشی انرژی و تکانه زاویه‌ای زیادی را به بیرون پرتاب می‌کند. آنها ممکن است میدان مغناطیسی هم در محیط جسم فسرده ایجاد کنند.
جت‌های ماکیان ایکس یک از لحاظ نور تاریک هستند. بنابر تخمین‌ها جت‌ها انحراف ۳۰ درجه دارند. یکی از جت‌ها با غبار میان ستاره‌ای برخورد داشته‌است، که به خاطر برخود امواج رادیویی شکل گرفته‌است. این تصادم موجب تشکیل یک سحابی شد که از طریق طول موج مرئی نیز قابل دیدن بود. برای تولید چنین سحابی به‌طور متوسط جت (۱۴–۴)‎×۱۰۳۶ ارگ/، یا (۹±۵)‎×۱۰۲۹وات انرژی صرف کرد. این انرژی ۱٬۰۰۰ برابر انرژی شارش یافته از خورشید است. تاکنون حلقه‌ای در مخالف مسیر وجود ندارند زیرا چگالی جت‌ها کم است.
در سال ۲۰۰۶ ماکیان ایکس یک اولین احتمال سیاه‌چاله‌ها بود که پرتوی گاما با انرژی بالا، بالای ۱۰۰ GeV ارسال می‌کرد. پرتوهای گاما که همزمان با پرتوهای ایکس سخت رصد شدند این مسئله را پیشنهاد می‌کنند که پیوندی میان این اتفاق‌ها وجود دارند. پرتوهای ایکس سخت از افشانه‌ها تولید می‌شود اما پرتوهای گاما از برهمکنش افشانه‌ها با بادهای ستاره‌ای ستاره HDE ۲۲۶۸۶۸ به وجود می‌آیند.

### اچ‌دی‌ای ۲۲۶۸۶۸

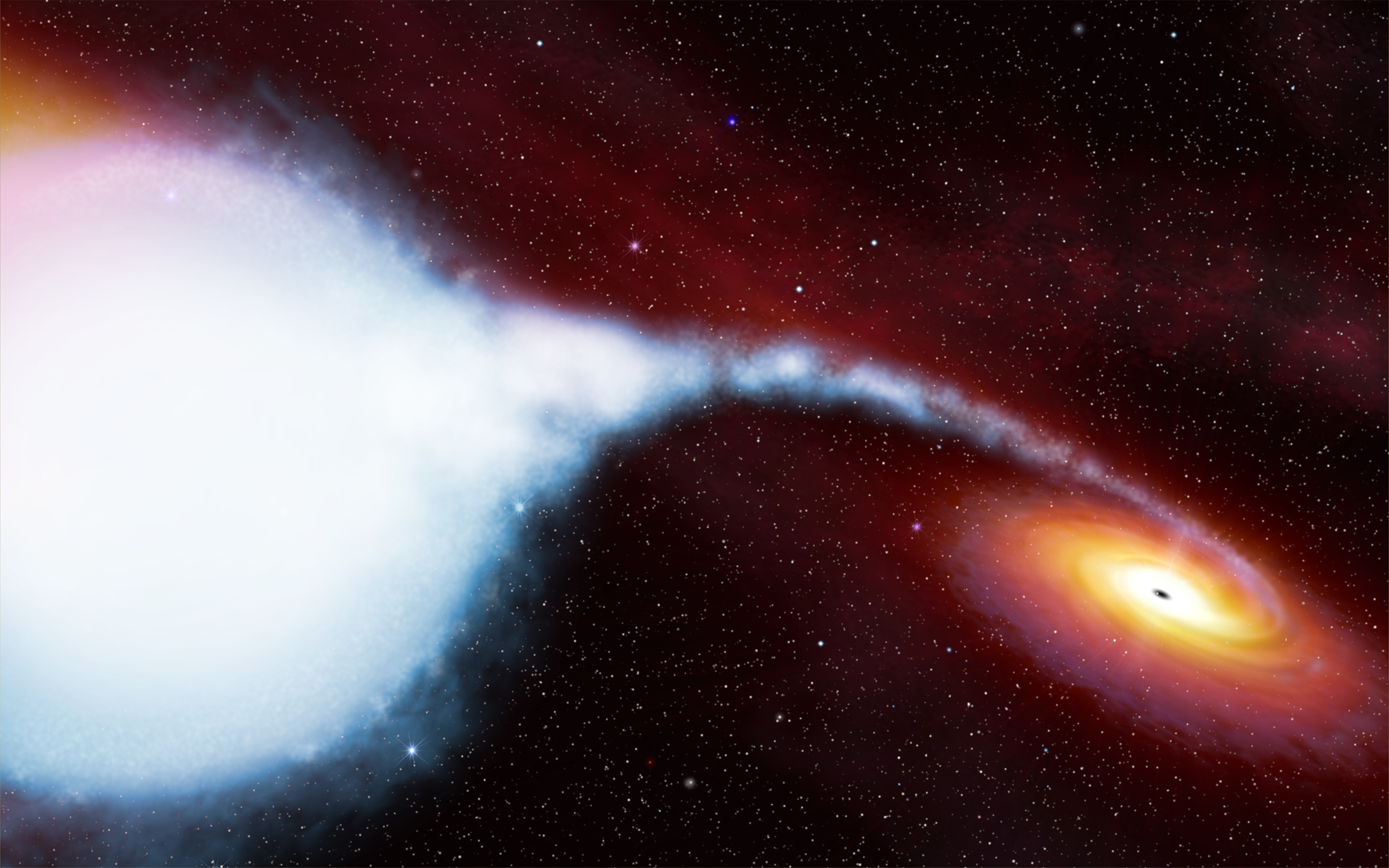
یک تصویر خیالی از ماکیان ایکس یک و ستاره همدم. طراحی از اسا/هابل.

اچ‌دی‌ای ۲۲۶۸۶۸ (به انگلیسی: HDE 226868) یک ابرغول با رده طیفی ۰۹٫۷ ‎Iab‏ که در سر حد بین کلاس O و کلاس B است؛ و دمای سطح آن ۳۱٬۰۰۰ درجه کلوین است. و جرمش بین ۲۰ تا ۴۰ برابر جرم خورشید است. با مدل تکاملی ستاره‌ای فاصله این ستاره ۲٬۰۰۰ پارسک و شعاعش ۲۰–۲۲ برابر شعاع خورشید و درخشندگی ۳۰۰٬۰۰۰–۴۰۰٬۰۰۰ برابر درخشندگی خورشید پیش‌بینی می‌شود. برای مقایسه، فاصله جسم فشرده با ستاره حدود ۴۰ برابر شعاع خورشید است، یا دو برابر شعاع ستاره.
سطح ستاره HDE 226868 همواره با جذر و مد از طرف هم‌دم‌اش روبه‌رو بوده‌است، و گاهی اوقات پوسته آن پاره می‌شود. بدین علت درخشندگی ظاهری ستاره ۰٫۰۶ قدر در مدت ۵–۶ روز تغییر می‌کند، کمترین قدر هنگامی رخ می‌دهد که ستاره در راستای دید ما باشد. دلیل این مسئله می‌تواند این باشد که این نورها توسط سیاه‌چاله احتمالی جذب می‌شوند
وقتی که طیف ستاره با ستاره مشابه یعنی اپسیلون جبار مطابقت داده شد، نشان داده شد مقدار زیادی هلیوم و مقدار کمی کربن در جو ستاره وجود دارند. بررسی خطوط طیفی ستاره در نور فرابنفش و هیدروژن آلفا و تطابق آن با ستاره مشابه یعنی پی ماکیان نشان می‌دهد، که گازهای زیادی دور ستاره را احاطه کرده‌اند و سرعت این گازهای حدود ۱۵۰۰ کیلومتر بر ثانیه است.
این ستاره از طریق بادهای ستاره‌ای هر سال حدود ۲٫۵‎×۱۰−۶ جرم خورشید از دست می‌دهد این بدین معنی است که هر ۴۰۰٬۰۰۰ سال به اندازه کل جرم خورشید جرم از دست می‌دهد. اثر گرانشی جسم فشرده باعث چنین بادهایی می‌شود. پرتوهای ایکس ناحیه محیط جسم فشرده نشان می‌دهند که گرم و یونیزه این بادهای خود ستاره هستند. مدار جسم از مناطق مختلفی در مسیر بادهای ستاره‌ای و در طول ۵–۶ روز می‌گذرد، خطوط فرابنفش، امواج رادیویی، و پرتوهای ایکس خودشان متغیر هستند.
لب روش برای ستاره HDE ۲۲۶۸۶۸ اینگونه تعریف می‌شود که منطقه‌ای است که در حرکت اجرام به دلیل جاذبه دو ستاره محدود می‌شود. موادی که از لب روش عبور می‌کنند در مدار یکی از این دو جسم قرار خواهند گرفت. این لب روش نزدیک سطح ستاره‌است اما امکان نزدیکی مواد وجود ندارد، بنابراین موادی که نزدیک هم هستند شروع به جداشدن می‌کنند. اگرچه، بادهای ستاره‌ای بعد از خروج از لب روش به سمت مدار ستاره می‌روند اما بعداً به سمت قرص برافزایشی و جسم فشرده جذب می‌شود.
گاز و گردوغبار میان ستاره‌ای بین این ستاره و خورشید قدر ظاهری ستاره را کاهش می‌دهد و البته به انتقال قرمز ستاره نیز تأثیر می‌گذارند. تخمین مقدار کاهش قدر به دلیل غبارهای میان ستاره‌ای(‎AV‏) ۳٫۳ است. بدون کاهش قدر از طریق غبار میان ستاره‌ای این ستاره از قدر پنجم خواهد بود و می‌توانست با چشم غیرمسلح هم دیده شود.

## استیون هاوکینگ و کیپ ثورن
ماکیان ایکس یک موضوع یک شرط‌بندی علمی بین استیون هاوکینگ و کیپ ثورن بود، در این شرط‌بندی هاوکینگ اعتقاد داشت در این منطقه سیاه‌چاله‌ای وجود ندارد. هاوکینگ توضیح داد که اینهم یک جور سیاست عاقبت اندیشانه‌است. در نوشته او در کتاب، تاریخچه زمان، 
این یک بیمه نامه برای من است. من بسیار بر روی سیاه‌چاله‌ها کار کردم، و احساس کردم که اگر اینجا سیاه‌چاله نباشد تمام زحماتم به هدر می‌رود. اما در آنصورت، من این احساس را دارم که شرط را برده‌ام، و که چهارسال اشتراک مجله کاراگاه خصوصی (Private Eye) استفاده می‌کنم. اگر این سیاه‌چاله واقعاً وجود داشته باشد، کیپ یک سال مجله پنت‌هاوس را رایگان می‌برد. وقتی که این شرط‌بندی را در سال ۱۹۷۵ قرار گذاشتیم، ما ۸۰ درصد مطمئن بودیم که ماکیان ایکس یک سیاه‌چاله‌است. اکنون، من ۹۵ درصد مطمئن هستم، ولی هنوز شرط‌بندی برقرار است.
در ویرایش دهمین سالگرد کتاب تاریخچه زمان هاوکینگ شرط را واگذار کرد با توجه به اینکه بسیاری از رصدخانه‌ها ماکیان ایکس یک را سیاه‌چاله می‌دانند، کیپ ثورن در کتاب شخصی‌اش سیاه‌چاله‌ها و ریسمان‌های زمان، گفت که هاوکینگ در روسیه به دفتر وی آمده و شرط را واگذار کرده‌است.